# Brajkovići (Foča, BiH)
Brajkovići su naseljeno mjesto u općini Foča, Republika Srpska, BiH.

## Stanovništvo
| Narod     | Popis 1961. | Popis 1971. | Popis 1981. | Popis 1991. |
| --------- | ----------- | ----------- | ----------- | ----------- |
| Hrvati    |             |             |             |             |
| Muslimani |             |             |             |             |
| Srbi      | 102         | 83          | 61          | 29          |
| ostali    |             |             |             |             |
| Ukupno    | 102         | 83          | 61          | 29          |